# Kajetan Mayer von Mayrau
Kajetan Mayer von Mayrau, počeštěle Kajetán Mayer z Mayrau (14. září 1811 Moravská Třebová – 24. dubna 1883 Vídeň) byl moravský a rakouský průmyslník, úředník a politik německé národnosti, během revolučního roku 1848 poslanec rakouského Říšského sněmu.

## Biografie
Roku 1833 získal titul doktora práv. Od roku 1837 působil jako justiciár na panství ostrožském a byl správcem lichtenštejnských statků na Moravě.
Během revolučního roku 1848 se zapojil do politického dění. V zemských volbách roku 1848 zvolen na Moravský zemský sněm. Zasedal zde od roku 1848 do roku 1849 za kurii městskou, obvod Brno. Po dobu nepřítomnosti nebo časového zaneprázdnění byl za něj na zemském sněmu ustanoven náhradník Eugen Schlemlein.
V celostátních volbách roku 1848 byl zvolen i na celástátní rakouský ústavodárný Říšský sněm. Zastupoval volební obvod Brno-město I. Uvádí se jako doktor a lichtenštejnský justiční rada, též jako advokát. 31. července 1848 byl zvolen do třicetičlenného ústavního výboru sněmu, který měl vypracovat ústavu. Zároveň se stal členem pětičlenného podvýboru pro zpracování těch částí navrhované ústavy, netýkajících se všeobecných občanských práv. V pracích na ústavě pokračoval i koncem roku 1848, když se sněm již z Vídně přesunul do Kroměříže. Zde představoval společně s Josefem Lasserem zástupce centristů, kteří posilovali své pozice současně s tím, jak oslabovala radikální liberální levice. Když se na Říšském sněmu projednávala otázka složení národních gard, hájil majetkový census se slovy: „Kdybychom se měli vystavovat nebezpečí, že se svobodou přijdeme o majetek, pak se raději vraťme zpět k absolutismu.“ V lednu 1849 prezentoval na sněmu vlastní návrh státoprávního uspořádání monarchie, který byl oponentní ke konceptu etnické federace předložené Františkem Palackým. V březnu 1849 patřil do skupiny cca 20 poslanců, které si k sobě pozval ministr vnitra Stadion, aby jim sdělil, že vláda rozpustí parlament a předloží vlastní ústavu. Společně s většinou poslanců proti tomuto záměru protestoval. Sněm pak byl ovšem skutečně rozpuštěn.
28. července 1848 se stal za ministra Doblhoffa podtajemníkem na rakouském ministerstvu vnitra. V říjnu 1848 funkci složil a vrátil se jako advokát a notář do Brna. I později působil ve vysokých státních a bankovních pozicích. V letech 1849–1853 byl prezidentem moravské vyvazovací komise, která prováděla praktické finanční a daňové vypořádávání po zrušení poddanství. V letech 1850–1860 byl úředníkem rakouského ministerstva vnitra. Po roce 1860 se stal prezidentem Vídeňského úvěrového ústavu.
V roce 1875 byl jmenován prezidentem spolku rakouských průmyslníků v oboru hornictví, hutnictví a strojírenství. Byl rovněž předsedou správní rady Pražské železářské společnosti a dále též členem správní rady Rakouské společnosti Státní dráhy. Dojednal odkup důlních pozemků ve Vinařicích na Kladensku od Rakouské společnosti Státní dráhy do majetku Pražské železářské společnosti za 40 000 zlatých. 25. září 1877 pak zde byla odkryta devítimetrová uhelná sloj v hloubce přes půl kilometru. Vzniklá šachta byla pojmenována Důl Mayrau (neformálně též Mayrovka).
Roku 1854, podle jiného zdroje až roku 1868, byl povýšen do šlechtického stavu. Nejprve byl rytířem, pak baronem.
Zemřel v dubnu 1883.